# 李子園
李子園是中華人民共和國上海市普陀區西北部的一個地名，位於桃浦鎮東部。滬宜公路、真南路、交通路和上海軌道交通11號線（李子園站）途經此地。

## 歷史
在中華民國大陸時期，李子園就已存在，當時為一貧民窟，並有農田。1952年，李子園村民組建李子園農業生產合作社，當時隸屬於真如區電台鄉。1956年，李子園農業生產合作社與其他合作社合併為六聯社，不久改稱李子園高級農業生產合作社。1958年9月30日，長征人民公社成立後，李子園高級農業生產合作社成為長征人民公社下屬的三大隊一中隊，次年改稱李子園大隊。1962年7月，桃浦人民公社從長征人民公社劃出後，李子園大隊改屬桃浦人民公社。
1972年，李子園大隊設立工廠。1979年，李子園大隊開設倉庫，開始發展倉儲業。1983年，李子園大隊的工業產值超過農業產值。同年李子園出現村民委員會。1987年，李子園大隊改稱李子園農工商合作社。後李子園的農田逐步消失。